# Sherman Township (contea di Grant, Kansas)
Sherman Township è una Township della Contea di Grant nel Kansas, Stati Uniti d'America.

## Geografia fisica
Sherman si estende su una superficie di 558.75 km².